# Wim Meutstege

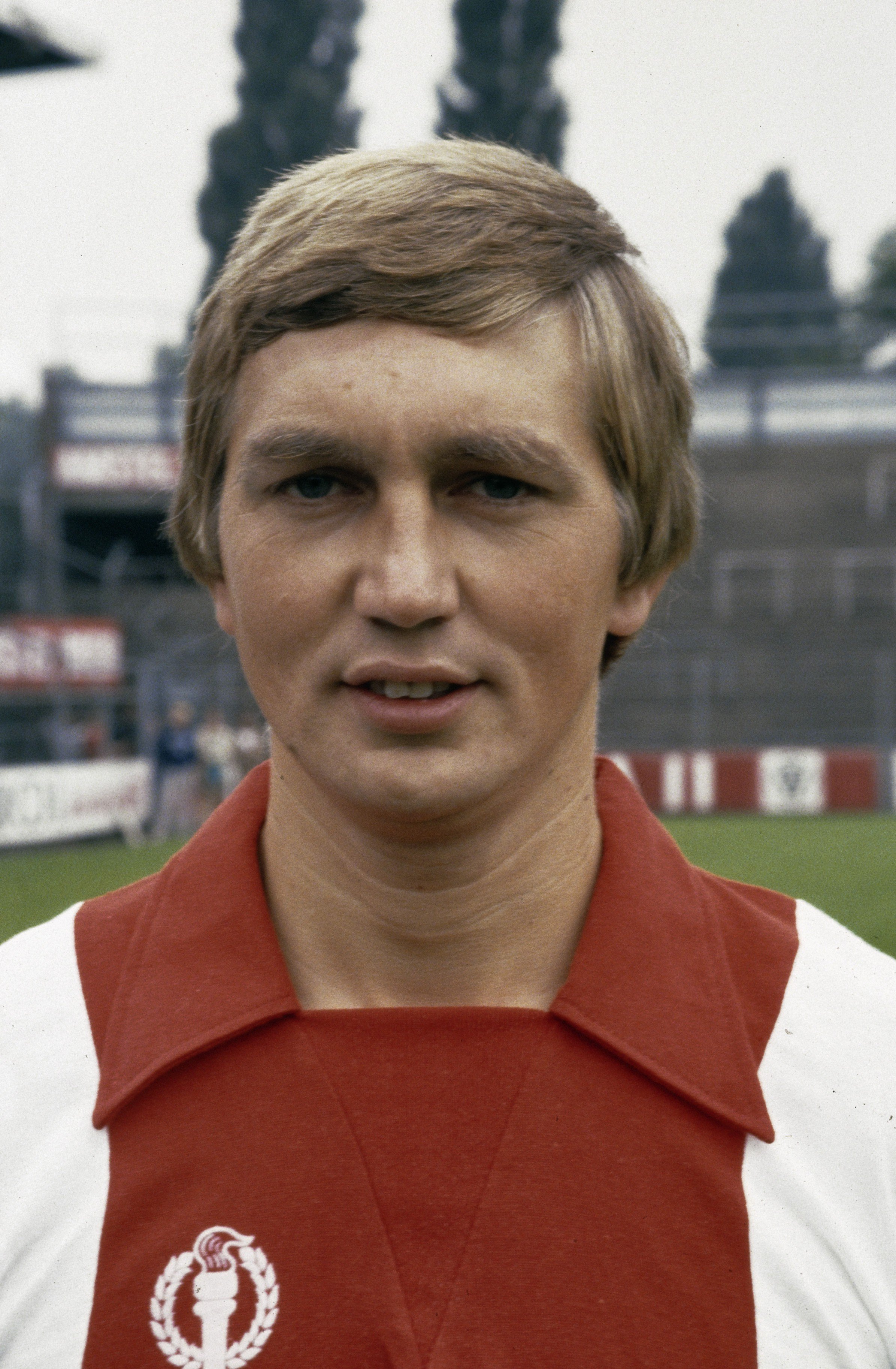
Wim Meutstege (24-7-1979, tijdens presentatie selectie Ajax seizoen 1979/1980)

Wim Meutstege (Lochem, 28 juli 1952) is een Nederlands oud-voetballer. Hij kwam onder meer uit voor Sparta en Ajax en speelde één interland voor het Nederlands elftal.

## Loopbaan
Meutstege speelde in de jeugd van achtereenvolgens SP Lochem en Go Ahead Eagles. In 1971 verkaste hij op 19-jarige leeftijd naar het Excelsior, omdat hij in Rotterdam zijn voetballoopbaan kon combineren met een opleiding aan de Academie voor Lichamelijke Opvoeding. Twee jaar later werd hij gecontracteerd door stadsgenoot Sparta.
Meutstege was een talentvolle rechtsback. Hij werd vanaf 1974 enkele keren opgeroepen voor Jong Oranje. In 1976 werd hij door bondscoach George Knobel geselecteerd voor het Nederlands elftal. Aanvankelijk was hij op het laatste moment afgevallen voor de selectie voor het EK 1976, maar toen Knobel in de kleine finale om de derde plaats wegens blessures en schorsingen spelers tekortkwam, mochten Meutstege en Kees Kist alsnog naar Zagreb afreizen. In de wedstrijd tegen Joegoslavië (3-2 winst) viel Meutstege aan het begin van de tweede helft in voor Wim Jansen. Het zou de enige interland zijn voor Meutstege. Wel kwam hij in 1976 en 1977 uit voor het Nederlands militair voetbalelftal.
Samen met ploeggenoot Ray Clarke en Sparta-trainer Cor Brom werd Meutstege in de zomer van 1978 ingelijfd door Ajax. Meutstege tekende voor drie jaar. In 1980 moest hij echter zijn profcarrière, wegens een knieblessure opgelopen in een Europa Cupwedstrijd tegen Nottingham Forest in april 1980, voortijdig afbreken. Bij Ajax speelde Meutstege onder meer samen met Ruud Krol, Frank Arnesen, Dick Schoenaker, Søren Lerby, Tscheu La Ling en Simon Tahamata.
Na zijn voetballoopbaan had Meutstege diverse betrekkingen, waaronder gymleraar. Hij woonde enkele jaren in Georgië. Later trad hij in dienst van het ministerie van Buitenlandse Zaken.